# Rohrbach (Baviera)
Rohrbach è un comune tedesco di 5 521 abitanti, situato nel land della Baviera.

## Località
- Buchersried
- Fahlenbach
- Fürholzen
- Gambach
- Ossenzhausen
- Ottersried
- Rinnberg
- Rohr
- Rohrbach
- Waal